# Radošina
Radošina é um município da Eslováquia, situado no distrito de Topoľčany, na região de Nitra. Tem 27,67 km² de área e sua população em 2018 foi estimada em 1.934 habitantes.

## Demografia
| Ano:        | 1994 | 2004   | 2014   | 2024   |
| ----------- | ---- | ------ | ------ | ------ |
| Broj ljudi: | 2025 | 1975   | 1963   | 1855   |
| Razlika:    |      | -2,46% | -0,60% | -5,50% |

| Ano:               | 2023 | 2024   |
| ------------------ | ---- | ------ |
| Número de pessoas: | 1862 | 1855   |
| Diferença:         |      | -0,37% |